# Start, Restart, Undo
Start, Restart, Undo es el primer álbum de la compositora española Anni B Sweet, lanzado el 28 de abril de 2009.
Grabado y producido por Brian Hunt —quien también colaboró en coros, instrumentación y programación—, el disco se caracteriza por un sonido folk-pop con arreglos de percusiones, piano, armónica, melódica y viola.
El álbum incluye 11 temas en inglés con la excepción de "Tumbado en mi moqueta azul", único tema en castellano, compuesto por César Fernández. Los sencillos principales fueron "Motorway" y "Lalala".
Una edición especial salió el 10 de diciembre de 2009, incluyendo una versión de la canción "Take On Me" del grupo A-ha junto a tres temas inéditos.
La crítica lo recibió de forma positiva, destacándolo como un debut prometedor por la calidad de sus composiciones y su cuidada producción.

## Lista de canciones
| Lista de canciones - Edición Estándar |                              |          |  |
| N.º                                   | Título                       | Duración |  |
| 1.                                    | «A Sarcastic Hello»          | 2:24     |  |
| 2.                                    | «Motorway»                   | 3:36     |  |
| 3.                                    | «Oh I Oh Oh I»               | 2:37     |  |
| 4.                                    | «Let's Have a Picnic»        | 5:13     |  |
| 5.                                    | «Song of Pain»               | 4:26     |  |
| 6.                                    | «Lalala»                     | 4:22     |  |
| 7.                                    | «Capturing Images»           | 4:01     |  |
| 8.                                    | «To Roll Like a Ball»        | 2:56     |  |
| 9.                                    | «Second Hand»                | 3:57     |  |
| 10.                                   | «Tumbado En Mi Moqueta Azul» | 4:22     |  |
| 11.                                   | «Again»                      | 4:10     |  |
| 12.                                   | «Mr. D»                      | 4:34     |  |
| 46:44                                 |                              |          |  |

| Lista de canciones - Edición Especial |                |          |  |
| N.º                                   | Título         | Duración |  |
| 13.                                   | «Take On Me»   | 3:13     |  |
| 14.                                   | «Burnt»        | 4:45     |  |
| 15.                                   | «Deepest Hole» | 3:54     |  |
| 16.                                   | «Monkeys»      | 4:33     |  |